# Anat Ratanapol
Anat Ratanapol (né le 13 septembre 1947) est un athlète thaïlandais, spécialiste du sprint.

## Biographie
Anat Ratanapol est l'un des meilleurs sprinteurs asiatiques des années 1970. Lors de sa première compétition internationale majeure, les Jeux asiatiques de 1970, il remporte la médaille d'or sur 200 m et au titre du relais 4 × 100 m, ainsi que la médaille d'argent sur 100 m.
Vainqueur du 100 m et du 200 m lors des championnats d'Asie de 1973, il réalise un triplé dans les épreuves de sprint court aux Jeux asiatiques, à Téhéran. En 1975, il conserve ses titres du 100 m et du 200 m lors des championnats d'Asie.
Il remporte la médaille d'or du relais 4 × 100 m et la médaille de bronze du 200 m au cours des Jeux asiatiques de 1978.
Il met un terme à sa carrière en 1979 après s'être classé quatrième du 100 m des championnats d'Asie.

### Palmarès
| Date | Compétition         | Lieu    | Résultat | Épreuve   | Performance |
| ---- | ------------------- | ------- | -------- | --------- | ----------- |
| 1970 | Jeux asiatiques     | Bangkok | 2e       | 100 m     | 10 s 5      |
| 1970 | Jeux asiatiques     | Bangkok | 1er      | 200 m     | 21 s 1      |
| 1970 | Jeux asiatiques     | Bangkok | 1er      | 4 × 100 m | 40 s 4      |
| 1973 | Championnats d'Asie | Manille | 1er      | 100 m     | 10 s 4      |
| 1973 | Championnats d'Asie | Manille | 1er      | 200 m     | 21 s 0      |
| 1974 | Jeux asiatiques     | Téhéran | 1er      | 100 m     | 10 s 42     |
| 1974 | Jeux asiatiques     | Téhéran | 1er      | 200 m     | 21 s 09     |
| 1974 | Jeux asiatiques     | Téhéran | 1er      | 4 × 100 m | 40 s 14     |
| 1975 | Championnats d'Asie | Séoul   | 1er      | 100 m     | 10 s 87     |
| 1975 | Championnats d'Asie | Séoul   | 1er      | 200 m     | 21 s 28     |
| 1978 | Jeux asiatiques     | Bangkok | 3e       | 200 m     | 21 s 59     |
| 1978 | Jeux asiatiques     | Bangkok | 1er      | 4 × 100 m | 40 s 32     |
| 1979 | Championnats d'Asie | Tokyo   | 4e       | 100 m     |             |

### Records
| Épreuve | Performance | Lieu    | Date              |
| ------- | ----------- | ------- | ----------------- |
| 100 m   | 10 s 39     | Bangkok | 11 décembre 1975  |
| 200 m   | 21 s 09     | Téhéran | 20 septembre 1974 |